# Taliesin West
Taliesin West (nazvana tako kako bi se razlikovala od ranije kuće Taliesin East) je kuća koju je projektirao američki arhitekt Frank Lloyd Wright 1937. godine u mjestu Scottsdale, Arizona, kao školu i svoj zimski dom u kojemu je živio do svoje smrti 1959. god. Danas se u njoj nalazi Taliesin škola arhitekture i Zaklada Frank Lloyd Wright.
Taliesin West je jedna od osam Wrightovih građevina koje je 2019. UNESCO upisao na popis mjesta svjetske baštine u Americi pod nazivom „Arhitektura 20. st. Franka Lloyda Wrighta”.

## Povijest
Wright je dizajnirao vlastitu školu arhitekture u Scottsdaleu, u pustinji, kao kompleks zgrada koji uključuje zimsku kuću, ured i školu arhitekture. Složen kao jedno od svojih remek-djela, ovaj kompleks izražava Wrightove obrazovne teorije i njegov pogled na društvo, kao i njegove arhitektonske koncepte (organička arhitektura). Svake godine ga posjeti oko 120.000 posjetitelja.
Svaki dio Taliesin Westa donosi osobni dodir Franka Lloyda Wrighta. Živio je od proljeća u Wisconsinu, u drugom Taliesinu, a kad god se vratio u Taliesin West (zimi), sagradio bi nove sobe i mijenjao stare, što su uglavnom izvodili učenici, ali bi ih on pomno pratio s tačkama i alatima. Tako se tijekom godina projekt gradnje stalno mijenjao i poboljšavao dodavanjem blagovaonice, kabaretskog kazališta, glazbenog paviljona i brojnih drugih soba. Wright je dizajnirao sav namještaj i dekoracije, a većinu su izgradili njegovi učenici.
Od njegove smrti 1959. god. imanjem upravlja Frank Lloyd Wright zaklada (koju je osnovao on i njegova treća supruga 1940.). Danas Taliesin uglavnom djeluje kao muzej, no još uvijek ga svake sezone zauzimaju studenti Arhitektonske škole u Taliesinu.
Kuća je zaštićena kao Nacionalni povijesni spomenik kulture 1982. god.

## Arhitektura
Zidovi Taliesin Westa se sastoje od lokalnih stijena i drva, dok je kao vezivo Wright koristio beton. Prirodno svjetlo igra važnu ulogu u dizajnu. Zapravo, u Vrtnoj (dizajnerskoj) sobi, Wright je koristio prozirno platno kao krov (kasnije zamijenjeno plastikom zbog intenzivnog trošenja od sunca u Arizoni). Umjesto toga, u blagovaonici, okrenutoj prema jugu, Wright nije predvidio zidane zidove nego je pomoću stakla dopustio da prirodno svjetlo osvijetli unutrašnjost. Wrightu se svidjelo kako prirodno svjetlo, na taj način, čini da okruženje za druženje s učenicima održava kontakt s okolnom prirodom.  
Istaknuti element Wrightovog projekta je kabaretsko kazalište. Izgrađeno u šesterokutnom obliku, kazalište ima 95% akustične savršenosti, te ljudi koji sjede u posljednjem redu čuju lagani šapat zvučnika smještenog na pozornici.

## Vanjske poveznice
|  | Zajednički poslužitelj ima još gradiva o temi Taliesin West |

- Taliesin West, Frank Lloyd Wright Zaklada, službene stranice (engl.)
- The School of Architecture at Taliesin  Arhivirana inačica izvorne stranice od 3. travnja 2019. (Wayback Machine) (SOAT) (engl.)
- Galerija slika Taliesina  Arhivirana inačica izvorne stranice od 4. ožujka 2016. (Wayback Machine) (engl.)